# Viola cuneata
Viola cuneata S.Watson – gatunek roślin z rodziny fiołkowatych (Violaceae). Występuje naturalnie w Stanach Zjednoczonych – w Kalifornii i Oregonie. 

## Morfologia
PokrójBylina dorastająca do 5–20 cm wysokości, tworzy kłącza.
LiścieBlaszka liściowa ma kształt od owalnego do nerkowatego. Mierzy 1,5–11 cm długości oraz 1–9 cm szerokości, jest karbowana lub piłkowana na brzegu, ma sercowatą nasadę i ostry lub tępy wierzchołek. Ogonek liściowy jest nagi i ma 6–20 cm długości. Przylistki są równowąsko lancetowate.
KwiatyPojedyncze, wyrastające z kątów pędów. Mają działki kielicha o lancetowatym kształcie. Płatki są odwrotnie jajowate i mają fioletową barwę, dolny płatek jest odwrotnie sercowaty, mierzy 9-13 mm długości, posiada obłą ostrogę o długości 2-3 mm.
OwoceTorebki mierzące 10-15 mm długości, o elipsoidalnym kształcie.

## Biologia i ekologia
Rośnie w lasach sosnowych, na skarpach i terenach skalistych. Występuje na wysokości od 600 do 2200 m n.p.m.